# Chant de métier
Les chants de métier sont diverses chansons traditionnelles dont les paroles sont en rapport avec une profession, une corporation, voire avec plusieurs métiers. Le chant de métier diffère du chant de travail qui est propre à une activité, chanté dans ce contexte, et qui peut évoquer tout sujet en rapport ou non avec cette activité. Comme chansons sur des métiers, ces chants sont à la base d'une catégorie utilisée par des auteurs de recueils de chansons.

## Typologie
Les paroles des chants de métier peuvent évoquer le sujet de diverses manières :
- évocation descriptive d'un métier
- présentation d'une activité concrète ou des outils typiques
- traits attribués à un corps de métier
- histoire singulière ou anecdote mise en scène
- outil ou geste inspirant des paroles à double-sens[1].

## Formes
Les métiers peuvent être le cadre de chants dialogués comme la « dispute » traditionnelle entre deux artisans tels un tailleur et un couturier.